# Peter Li
Peter Liesenborghs alias Peter Li (* 1957 in Lusambo, Belgisch-Kongo) ist ein belgischer Comiczeichner.

## Werdegang
Peter Li wurde Architekt, lehrte an der Kunsthochschule in Brüssel und zog dann nach
Bordeaux, wo er seine Lehrtätigkeit fortsetzte. Seine erste Arbeit als Comiczeichner erschien 1987 unter seinem Künstlernamen in Tintin. Mit André-Paul Duchâteau arbeitete er in Edgar Wallace zusammen. Sein bislang letztes Album erschien unter seinem bürgerlichen Namen.

## Werke
- 1987: Gaelle Santiag
- 1990: Metropoles
- 1992: Edgar Wallace
- 1999: Kick Vicious